# Łupawa (gromada)
Łupawa – dawna gromada, czyli najmniejsza jednostka podziału terytorialnego Polskiej Rzeczypospolitej Ludowej w latach 1954–1972.
Gromady, z gromadzkimi radami narodowymi (GRN) jako organami władzy najniższego stopnia na wsi, funkcjonowały od reformy reorganizującej administrację wiejską przeprowadzonej jesienią 1954 do momentu ich zniesienia z dniem 1 stycznia 1973, tym samym wypierając organizację gminną w latach 1954–1972.
Gromadę Łupawa z siedzibą GRN w Łupawie utworzono – jako jedną z 8759 gromad na obszarze Polski – w powiecie słupskim w woj. koszalińskim na mocy uchwały nr 43/54 WRN w Koszalinie z dnia 5 października 1954. W skład jednostki weszły obszary dotychczasowych gromad Łupawa, Malczkowo, Dąbrówno, Grąbkowo i Wieliszewo ze zniesionej gminy Łupawa oraz obszary dotychczasowych gromad Żochowo i Poganice ze zniesionej gminy Stara Dąbrowa w tymże powiecie. Dla gromady ustalono 19 członków gromadzkiej rady narodowej.
31 grudnia 1959 z gromady Łupawa wyłączono wieś Wieliszewo, włączając ją do gromady Stara Dąbrowa w tymże powiecie; do gromady Łupawa włączono natomiast wsie Dobra, Gogolewo i Gogolewko ze zniesionej gromady Podole Małe tamże.
31 grudnia 1968 do gromady Łupawa włączono wsie Wieliszewo, Nowa Dąbrowa, Karznica i Rębowo ze zniesionej gromady Stara Dąbrowa w tymże powiecie.
Gromada przetrwała do końca 1972 roku, czyli do kolejnej reformy gminnej. 1 stycznia 1973 w powiecie słupskim reaktywowano gminę Łupawa (zniesioną ponownie 1 lipca 1976).